# Salaga
Salaga ist die größte Stadt in der Savannah Region Ghanas, 120 km südsüdöstlich der Stadt Tamale gelegen, und Hauptstadt des East Gonja Districts. Sie liegt knapp 30 km entfernt vom nordwestlichen Arm des Volta-Stausees.

## Geschichte
Im 18. und 19. Jahrhundert war Salaga als End- bzw. Knotenpunkt mehrerer Handelsrouten von Norden Richtung Küste eine der wichtigsten Handelsstädte des nördlichen heutigen Ghana. Salaga war als Teil des Königreichs Dagomba ab 1744 dem Aschantireich tributpflichtig und einer der wichtigsten „Umschlagsplätze“ für Sklaven und Kolanüsse. Zudem spielte es eine bedeutende Rolle für den Handel des Ashantireiches mit den Königreichen der Mossi und Gonja im Norden. Aufgrund seiner kosmopolitischen Bevölkerung und seiner Bedeutung für den Handel wurde Salaga in dieser Zeit als „Timbuktu des Südens“ bezeichnet.
Als die Briten 1874 die Ashanti besiegten, revoltierte auch die Gonjabevölkerung der Stadt und tötete hunderte von Ashanti. Anschließend ging es mit Handelspunkt Salaga abwärts, zumal inzwischen der Sklavenhandel von den Kolonialherren offiziell verboten war. 1892 herrschte zudem Bürgerkrieg in der Region. 1897 belagerten die Briten die Stadt. Ende des 19. Jahrhunderts war Salaga zwischen Briten und Deutschen umstritten, die es eine Zeitlang als Salaga-Gebiet als neutralen Puffer zwischen ihren Kolonialreichen betrachteten. Um 1900 war Salaga nur noch ein Rastpunkt für Karawanen.
An die Vergangenheit Salagas als bedeutender Sklavenhandelsort erinnert heute noch der Wonkan bawa, die Stelle, an der Sklaven gebadet wurden und ein Baobabbaum an der Stelle, an der sich früher der Sklavenmarkt befand.

## Bevölkerung
Wie viele andere Handelsstädte ihrer Zeit war die Stadt von verschiedenen Ethnien mit jeweils eigenen Stadtteilen bewohnt. Schätzungen der Gesamtzahl der Bevölkerung schwanken zwischen 20.000 und 50.000 Menschen. Die Sprache der Hausa diente diesen Gruppen als Lingua Franca (Verkehrssprache). Die Muslime bildeten die religiöse Mehrheit, wobei viele Muslime zugleich dem traditionellen Glauben anhingen.